# Dostosowanie włączne

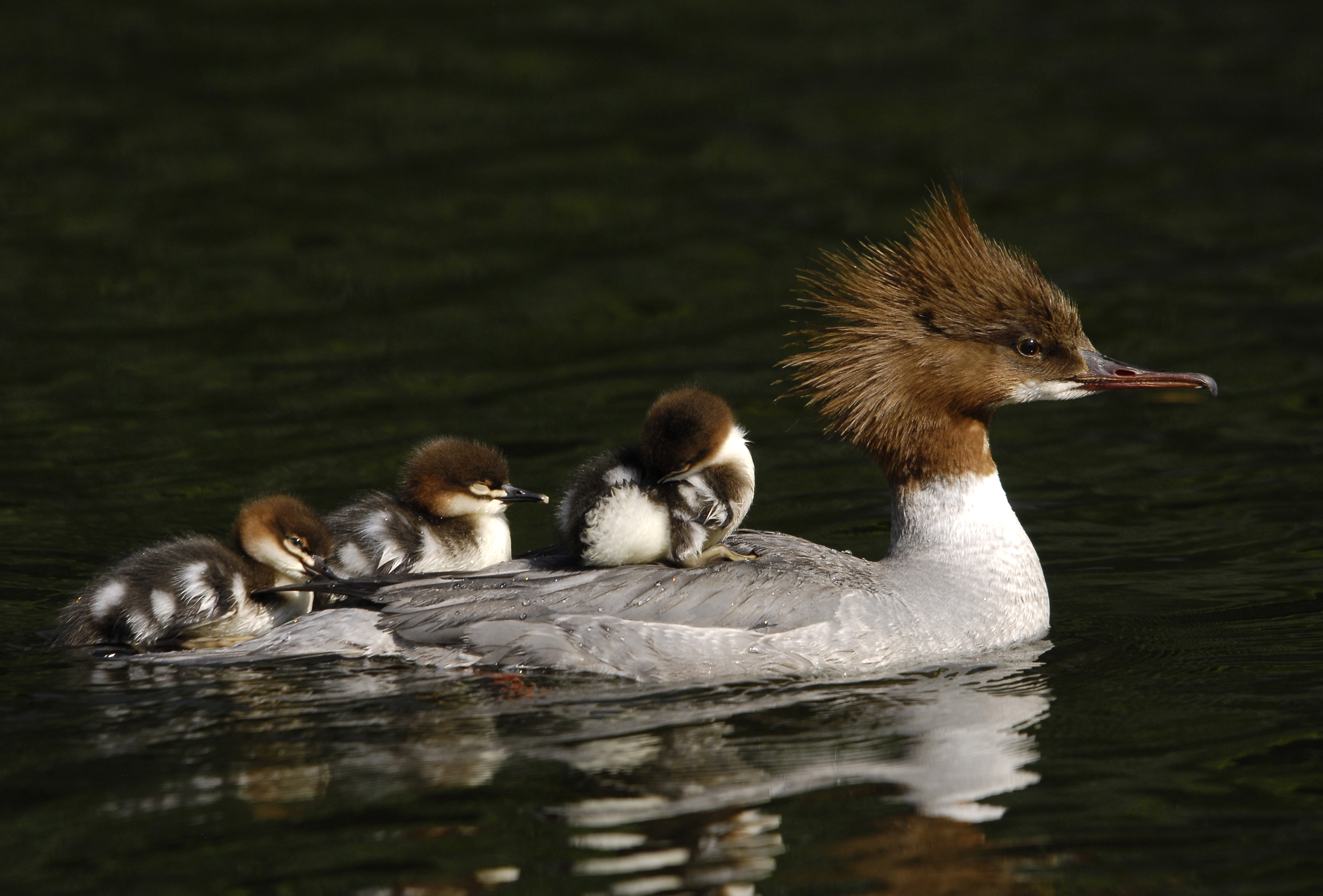
Dostosowanie włączne pozwala wyjaśnić ewolucję opieki nad potomstwem. Na zdjęciu nurogęś

Dostosowanie włączne (ang. inclusive fitness) – dostosowanie uwzględniające kopie danego allelu nie tylko pojedynczego osobnika, ale też jego krewnych, jeden z ważniejszych mechanizmów ewolucji.
Ograniczone zasoby środowiskowe skutkują nieuchronnym konfliktem osobników danej populacji. Jednakże prócz interakcji antagonistycznych pomiędzy należącymi do tego samego gatunku osobnikami obserwuje się również współpracę, np. kooperację rozrodczą czy złożone społeczności owadów eusocjalnych. Kooperacja taka przynosi pewne zyski, ale też ewidentne koszty. W kolonii mrówek robotnice nie uczestniczą w rozrodzie, zarezerwowanym dla królowej. Wytłumaczenie ich pozornie nieadaptacyjnych zachowań wymaga wprowadzenie pojęcia dostosowania włącznego.
Rozważając dostosowanie nie na poziomie konkretnych osobników, ale na poziomie alleli genów, będzie się ono wyrażać w zdolności jednego allelu do zastępowania w puli genowej innego allelu tego genu. Sposób, w jaki to zastępowanie będzie zachodziło, nie wpływa na samą wartość dostosowania. Zauważyć można następnie, że dany allel zwykle nie występuje u pojedynczego tylko osobnika. Wprost przeciwnie: występuje on zazwyczaj także u części jego krewnych. Tak więc całkowite dostosowanie danego allelu składać się będzie z wkładu wnoszonego przez allel noszony przez danego osobnika, jak również przez kopie tego allelu u jego krewnych. Wkłady te określa się mianem dostosowania odpowiednio bezpośredniego i pośredniego.
Ponieważ identyczne kopie danego allelu występują z największym prawdopodobieństwem u krewnych danego osobnika, zachowujący je (bądź działający przeciwko nim) dobór na poziomie osobniczym będzie doborem krewniaczym.
Pojęcia te pozwalają przewidzieć warunki niezbędne dla zachodzenia zachowań altruistycznych w stosunku do krewnych i utrwalania się cech altruistycznych w populacji. Mianowicie dany osobnik ponosi z danym zachowaniem altruistycznym pewną stratę w dostosowaniu bezpośrednim. Jednakże z jego zachowania korzystają spokrewnione z nim osobniki, noszące kopię tego samego allelu. Ich dostosowanie wzrasta, co oznacza wzrost dostosowania pośredniego. Może się zdarzyć, że dzięki zachowaniu altruistycznemu pierwszego osobnika przekażą one następnemu pokoleniu więcej kopii alellu, niż byłby on w stanie przekazać samodzielnie. Warunek preferowania przez dobór altruizmu wyznacza reguła Hamiltona, wedle której suma zysków odnoszonych przez krewnych pomnożonych przez współczynnik pokrewieństwa musi przekraczać koszt ponoszony przez osobnika w związku z działaniem altruistycznym. Współczynnik pokrewieństwa oznacza frakcję genów odziedziczonych po wspólnym przodku z osobnikiem altruistycznym, a więc wyznacza on prawdopodobieństwo obecności u krewnego kopii tego samego allela. Przykładowo w przypadku braci wynosi on 0,5, gdyż przeciętnie odziedziczyli po wspólnych rodzicach w połowie te same allele.
Dostosowanie włączne wyjaśnia w ten sposób opiekę rodzicielską. Potomek dziedziczy połowę genów matki. Jeżeli więc matka zginie, poświęcając życie dla dwojga swoich dzieci, to dostosowanie włączne nie zmieni się. Przy większej od dwóch liczbie potomków poświęcenie dla nich życia będzie zwiększało dostosowanie włączne matki, tak więc allele predysponujące do zachowań altruistycznych z jej strony będą preferowane przez dobór. Im dalsze pokrewieństwo, tym większy musiałby być zysk krewnych, by opisany mechanizm mógł zadziałać. W szczególności nie zachodzi on w przypadku losowo wybranych z populacji osobników.

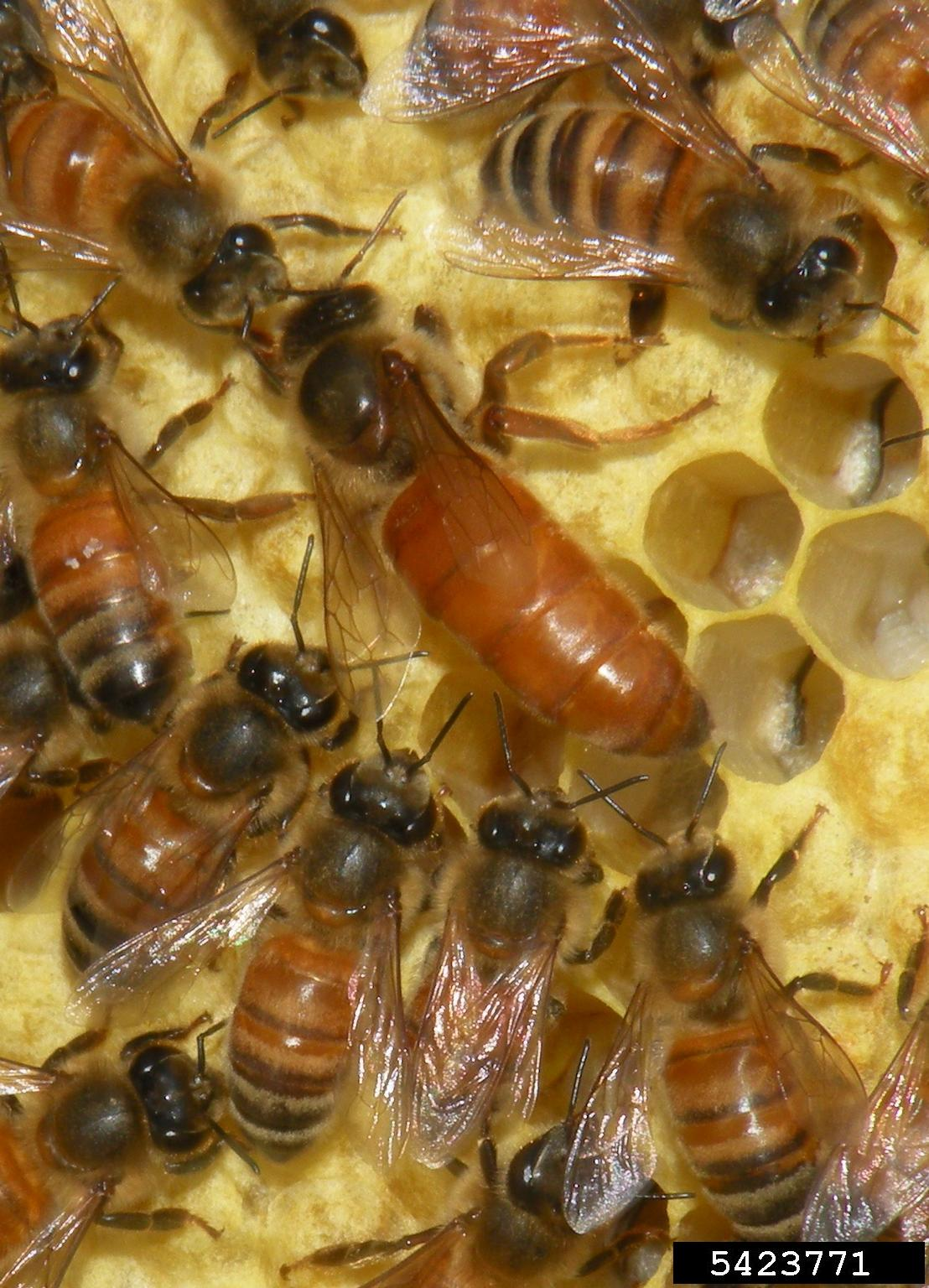
Pszczoła miodna – królowa i robotnice

Szczególny przypadek zachodzi w przypadku owadów społecznych, u których dochodzi do konfliktu królowa-robotnice. Królowa jako jedyna rozmnażająca się samica wydaje na świat synów i córki, z każdym z nich dzieląc połowę swego jądrowego DNA. Dla robotnic zaś najbardziej korzystne jest, by to królowa wydawała na świat kolejne ich siostry, z którymi dzielą trzy czwarte alleli genów (z braćmi tylko jedną czwartą). Istotnie w koloniach o jednej królowej proporcja płci nowych osobników wynosi 3:1 na korzyść samic, odpowiadając najkorzystniejszej z punktu widzenia dostosowania włącznego robotnic. W koloniach o kilku królowych, gdzie nie wszystkie osobniki są ze sobą tak blisko spokrewnione, tak wysokiej proporcji nie obserwuje się.